# Adam von Dietrichstein
Adam von Dietrichstein (Graz, 27 ottobre 1527 – Nikolsburg, 5 gennaio 1590) è stato un nobile e diplomatico austriaco.

## Biografia
Adam von Dietrichstein era membro della nobile famiglia austriaca dei von Dietrichstein. Suo padre era Siegmund von Dietrichstein, primo barone della sua casata, mentre sua madre era Barbara von Rottal, baronessa von Talberg, una figlia extraconiugale dell'imperatore Massimiliano I del Sacro Romano Impero. Adam era quindi cugino, per quanto illegittimo, degli imperatori Carlo V e Ferdinando I.
Adam giunse alla corte dell'imperatore Ferdinando I e venne impiegato dall'allora arciduca Massimiliano in una serie di missioni diplomatiche che gli diedero modo di eccellere nella società aristocratica del suo tempo. Venne inviato ad esempio ad Innsbruck all'inizio del 1547 per avvertire l'imperatore Carlo V dei piani dei membri della Lega di Smalcalda. In questo Adam risultò fondamentale nella regolazione dei rapporti tra protestanti e cattolici nei territori dell'impero poiché fu lo stesso Massimiliano ad inviarlo ai negoziati che si svolsero il 2 agosto 1552 per concludere il trattato di Passau. Tre anni dopo prese parte ai negoziati ad Augusta dove si definì l'omonima pace il 25 settembre 1555.
L'anno seguente accompagnò l'arciduca e sua moglie, l'infanta Maria di Spagna, arciduchessa d'Austria, figlia dell'imperatore Carlo V, nel loro viaggio nei Paesi Bassi.
Nel 1561 ricevette una missione delicatissima: egli avrebbe dovuto recarsi a Roma presso la Santa Sede e chiedere a papa Pio IV di trovare una posizione conciliante tra cattolici e protestanti al fine di prevenire ulteriori spargimenti di sangue. Le proposte vennero rifiutate categoricamente dal governo della chiesa di Roma, ma Massimiliano nel 1563 lo ricompensò comunque con la nomina a colonnello.
Poco dopo, von Dietrichstein ebbe l'incarico di accompagnare l'allora arciduca Rodolfo (futuro sovrano col nome di Rodolfo II) alla corte di re Filippo II di Spagna per supervisionare la sua educazione sul posto. Questa, almeno, appariva la sua missione formale anche se in realtà gli era stato affidato il compito segreto di assicurarsi che la Spagna non demordesse sulla volontà di perseguitare i protestanti, presenti in gran numero nei Paesi Bassi spagnoli. Egli ricevette per questo incarico il titolo di ambasciatore permanente dell'imperatore presso la corte di Madrid e fu il primo a ricoprire quest'importante carica. Ancora una volta von Dietrichstein riuscì a portare a compimento i compiti affidatigli. Filippo II lo onorò inoltre del distintivo di cavaliere dell'Ordine di Calatrava con l'annessa commenda di Alcañiz nel 1569. Nello stesso anno, attraverso la sua mediazione, l'arciduca Rodolfo venne fidanzato ufficialmente con l'infanta Isabella Clara Eugenia di Spagna. Fu solo nel 1571 che von Dietrichstein tornò in Austria con il giovane arciduca. Ricevette poco dopo le congratulazioni di papa Pio V che era venuto a conoscenza dei suoi sforzi per tutelare la difesa della fede cattolica anche nei territori dove era alta la presenza protestante. Durante questi suoi anni di permanenza in Spagna, egli compilò anche una serie di note ed appunti sullo sfortunato erede al trono spagnolo, il principe don Carlos, il quale morì nel 1568; tali documenti sono risultati particolarmente significativi per la storiografia sulla sua persona.
Nel 1572, l'imperatore Massimiliano II lo mandò in Ungheria per ottenere l'approvazione dell'aristocrazia locale per incoronare il principe ereditario Rodolfo a re d'Ungheria, sulla base del principio della monarchia elettorale in Ungheria. La riuscita della missione fruttò ad Adam il feudo di Nikolsburg, in Moravia, su cui verranno costruite le successive fortune della sua casata, venendo poi elevato nel 1575 al titolo di barone. Il feudo era stato per lungo tempo della casata del Liechtenstein, ma era stato rivenduto nel 1560 per motivi economici ed era poi passato al ricco magnate ungherese Ladislaus von Kerecsenyi e dal 1572 alla Corona. Uno dei primi atti di Adam come feudatario di Nikolsburg fu la reintroduzione della religione cattolica, motivo per cui papa Gregorio XIII si complimentò personalmente con lui con delle lettere.
Dopo la morte dell'imperatore Massimiliano II del Sacro Romano Impero nel 1576, venne a succedergli al trono l'ex pupillo di Adam, l'arciduca Rodolfo, col nome di Rodolfo II. Nel 1588, vista la grande fiducia che Rodolfo riponeva in lui, Adam, assieme a Vespasiano I Gonzaga, duca di Sabbioneta, ottenne il non facile compito diplomatico di negoziare il rilascio dell'arciduca Massimiliano dalla prigionia in Polonia dove era detenuto.
Adam von Dietrichstein, nel frattempo, ebbe modo di ospitare a Nikolsburg importanti personaggi come il bibliotecario della corte imperiale, Hugo Blotius, ed il diplomatico orientalista Ogier Ghislain de Busbecq. Adam si ammalò infine negli ultimi giorni di dicembre del 1589 e morì il 5 febbraio 1590 nel castello di Nikolsburg. Venne trasferito a Praga per essere sepolto nella tomba di famiglia.

## Matrimonio e figli
Adam von Dietrichstein sposò nel 1553 nella Cattedrale di San Vito a Praga con la nobildonna catalana Margareta Folch de Cardona y Requesens (Barcellona, 1535 ca. - Madrid, 23 febbraio 1609). Questa era figlia di Antoni Folch de Cardona y Enríquez, barone di Sant Boi, viceré di Sardegna, grande di Spagna (figlio a sua volta del primo duca di Cardona (1482), Joan Ramon Folch IV De Cardona) e di sua moglie, Anna Maria Requesens de Soler y Enríquez de Velasco. La coppia ebbe in tutto tredici figli:
- Marie (1554-?), sposò in prime nozze Balthasar de Mendoza y de la Cerda, I conte de Galve; in seconde nozze sposò Juan de Borja y Manuel, marchese di Navarrés
- Anna (1558 - 1630/31), sposò Antonio de Fonseca y Enríquez, I conte di Villanueva de Cañedo
- Massimiliano (1561 - 29 marzo 1611), barone di Nikolsburg e Maidenburg, cavaliere dell'Ordine di Calatrava e commendatore di Alcañiz, colonnello dell'arciduca Ernesto d'Austria; morì senza discendenza.
- Sigismondo (1562 - 1602), suo figlio Massimiliano continuò la casata
- Antonio (1563 - 1567)
- Ippolita (1564-?), sposò nel 1580 Alvaro Fernandez de Córdoba y Aragón
- Giovanna (1566-1575)
- Francesco Serafino (22 agosto 1570 - 19 settembre 1636), cardinale (1599), vescovo di Olomouc (1599–1636)
- Beatrice (1571 - 1631), sposò Luis Hurtado de Mendoza y Mendoza, IV marchese di Mondéjar e Vallemoso, V conte de Tendilla
- Margherita (1573 - 1575)
- Elisabetta (1575 - 1594)
- Maria Anna (1578 - 1587)